# Comuna Ploske, Ostroh
Ploske (în ucraineană Плоске) este o comună în raionul Ostroh, regiunea Rivne, Ucraina, formată din satele Ploske (reședința) și Zavîdiv.

## Demografie
Componența lingvistică a comunei Ploske
     Ucraineană (99,33%)
     Alte limbi (0,51%)
Conform recensământului din 2001, majoritatea populației comunei Ploske era vorbitoare de ucraineană (99,33%), existând în minoritate și vorbitori de alte limbi.